# Rho Leonis
Désignations
Rho Leonis (en abrégé ρ Leo) est une étoile bleue-blanche de 4e magnitude de la constellation du Lion.
Rho Leonis est une étoile supergéante de type spectral B1Iab. Sa distance est estimée à environ 1 700 pc (∼5 540 al), et elle est à environ 960 pc (∼3 130 al) au-dessus du plan de la Voie lactée. C'est une étoile en fuite qui se déplace à environ 1,56 unité astronomique par an. C'est une variable de type Alpha Cygni dont la magnitude apparente varie entre 3,83 et 3,90.